# Carole Hillard
Carole K. Hillard (* 14. August 1936 in Deadwood, South Dakota; † 25. Oktober 2007 in Lausanne, Schweiz) war eine US-amerikanische Politikerin. Zwischen 1995 und 2003 war sie Vizegouverneurin des Bundesstaates South Dakota.

## Werdegang
Carole Hillard wurde als Carol Rykema geboren. Im Jahr 1954 absolvierte sie die Deadwood High School. Bis 1957 besuchte sie die University of Arizona. Jahrzehnte später studierte sie in den Jahren 1982 bzw. 1984 an der South Dakota State University und der University of South Dakota die Fächer Pädagogik und politische Wissenschaften. 1957 heiratete sie John Hillard, mit dem sie fünf Kinder haben sollte. Zwischen 1967 und 1982 war sie zusammen mit ihrem Mann Eigentümerin der Firma Rapid Chevrolet. Außerdem widmete sie sich als Mitglied der Republikanischen Partei der Politik. Sie saß von 1985 bis 1992 im Stadtrat von Rapid City und zwischen 1991 und 1994 als Abgeordnete im Repräsentantenhaus von South Dakota. Dabei setzte sie sich für die Belange von Frauen ein. 
1994 wurde Hillard an der Seite von Bill Janklow zur Vizegouverneurin von South Dakota gewählt. Dieses Amt bekleidete sie nach einer Wiederwahl zwischen 1995 und 2003. Dabei war sie Stellvertreterin des Gouverneurs und Vorsitzende des Staatssenats. Sie war die erste Frau, die das zweithöchste Staatsamt South Dakotas innehatte. 1996 kandidierte sie erfolglos in den Vorwahlen ihrer Partei für den US-Senat. Nach ihrer Zeit als Vizegouverneurin arbeitete sie als Beraterin und zeitweise im Auftrag des Außenministeriums in über 60 Staaten. Darunter waren auch einige Krisengebiete. Dabei war sie oft auf Dienstreisen. Im Jahr 2007 war sie Wahlbeobachterin in der Westbank. Im März 2007 organisierte sie eine Konferenz in der afghanischen Hauptstadt Kabul und im September in Turkmenistan. Sie beschrieb ihre Tätigkeiten nach ihrer Zeit als Vizegouverneurin mit dem Ausdruck Humanitarian Junkie.
Am 8. Oktober 2007 hatte sie bei einem Segeltrip an der Adria einen schweren Unfall. Neben einigen Knochenbrüchen erlitt sie eine Halswirbelverletzung. Sie wurde in ein Krankenhaus in Zagreb gebracht und dann in eine Klinik in Lausanne verlegt, wo sie am 25. Oktober nach einem Schlaganfall verstarb.